# Рено II (граф Невера)
Рено II (фр. Renaud II de Nevers; ок. 1055 — 5 июня 1083/ок. 1097), граф Невера и Осера с 1083, возможно граф Тоннера с 1092/1097, сын Гильома I, графа Осера, Невера и Тоннера, и Ирменгарды, графини Тоннера, представитель Неверского дома.

## Биография
После смерти Гильома I его владения были разделены между сыновьями. Рено II как старший получил Невер и Осер, Гильом — Тоннер. Еще один сын, Роберт, избрал духовную карьеру и стал епископом Осера.
Рено правил недолго и о нем мало что известно. По одной из версий, он был убит 5 июля 1083 года , хотя вероятно он скончался в 1097. Брат Рено Гильом умер после 1092 года,  и если он умер раньше Рено, то последний мог унаследовать Тоннер.  Хотя не исключено, что Рено умер раньше брата, так как тот упоминается в 1099 году. 
Графу Рено наследовал его сын Гильом II.

## Брак и дети
1-я жена с 1116: Ида Раймунда (ум. до 1090), дочь графа де Форе Арто IV. Дети:
- Ирменгарда (ум. ок. 1100); муж с 1073 — Мило де Куртене (ум. после 1133), сеньор де Куртене

2-я жена с 1116: Агнес де Божанси, дочь сеньора де Божанси Ланселина II. Дети:
- Гильом II (ок. 1083 — 20 августа 1148), граф Невера, Осера и Тоннера с ок. 1097
- Роберт (ум. после 1134), сеньор де Линьи-ле-Шато